# Kaspar Kratzer
Kaspar Kratzer (* 1545 in Ulm; † nach 26. September 1585) war ein deutscher Jesuit, der später lutherischer Theologe wurde und in Böhmen, Österreich und Oberungarn wirkte.

## Leben
Kaspar Kratzer wurde in Ulm als Sohn des Arbogast Kratzer geboren. Angeblich hatte er protestantische Eltern und trat in seiner Jugend zum Katholizismus über; ein Standardvorwurf gegen Konvertiten. Kratzer war Schüler von Martin Balticus (* um 1532; † 1601) an der Ulmer Lateinschule. Im Alter von 20 Jahren zog er nach Wien und studierte Ende der 1560er Jahre drei Jahre an der Universität Wien. Kratzer hatte einen Freitisch in der Lilienburse, einer Stiftung für bedürftige Studenten aus Schwaben, Württemberg und Ulm.

### Jesuit in Wien und Prag
Am 16. September 1569 wurde er im Alter von 24 Jahren als Novize (Scholasticus approbatus) in den Jesuitenorden aufgenommen und 1570 aus Wien in das Prager Novizenhaus („Domus Probationis“) geschickt, um an der Prager Universität seine Studien fortzusetzen. Kratzer wurde Bibliothekar, Lehrer und Regens am Jesuitenkolleg in Prag, legte jedoch kein Ordensgelübde ab. Der Ordensprovinzial Lorenzo Maggio (1531–1605) nannte ihn einen „Bibliophagus“ (Bücherfresser). Im Februar 1578 wurde Kratzer in Wien, wo er zu dieser Zeit als Professor am Jesuitenkolleg lehrte, von Bischof Johann Caspar Neubeck (1545–1594) zum Diakon geweiht.
Am 4. Mai 1578 verließ er heimlich den Konvent. Aus dem Jahre 1578 stammt auch ein Eintrag von Kratzer in das Stammbuch von Wilhelm Friedrich Lutz (1551–1597), der zu dieser Zeit als Pfarrer von Göllersdorf wiederholt heimlich Gottesdienste in adeligen Freihäusern in Wien hielt, wo die evangelische Religionsausübung untersagt war.

### Konversion und Wirken in Tübingen
Im Oktober 1578 immatrikulierte sich „Casparus Kratzer Vlmensis Jesuita“ in Tübingen. Er erhielt einen Freitisch am Fürstlichen Stipendium Collegium Sanctorum Georgii et Martini und wirkte dort als Ephorus und Inspektor der Augsburger Stipendiaten. Maximilian von Mämming († 1610) zu Kirchberg und Sitzenthal engagierte ihn 1579 als Hauslehrer (Präzeptor) für seine Mündel Hans Ludwig († 1607) und (Hans) Helmhard von Kirchberg († 1593) zu Viehofen und Seisenburg. Sie waren Söhne des Protestantenführers Wilhelm von Kirchberg († 1573) zu Viehofen und Seisenburg und seiner ersten Ehefrau (⚭ 1556) Anastasia von Mämming († 1565). Beide wurden am 28. Mai 1579 in Tübingen immatrikuliert.
In Tübingen wirkte Kratzer mit bei zwei öffentlichen Disputationen „contra Papatus idololatriam“ („gegen den Götzendienst des Papsttums“) über die kontroverstheologische Frage der Bilderverehrung und erwarb vermutlich dadurch den Magistergrad. Er galt als gebildet in den Artes, biblischen Sprachen und Patristik und diskussionserfahren.
Kaspar Kratzer heiratete 1580 in Tübingen Anna Abelin, die Tochter von Matthäus Abelin aus Ulm. Christoph von Schallenberg (1561–1597), der damals in Tübingen studierte, verfasste zu diesem Anlass ein Hochzeitsgedicht (Epithalamium). Kratzer selbst veröffentlichte 1580 zusammen mit Christoph Stammler (1537–1587) eine Festschrift zur Hochzeit von Diakonus Christoph Stähelin (1554–1613) mit Esther Beurlin (1559–1637), der Tochter des verstorbenen Tübinger Kanzlers Jakob Beurlin († 1561). Eine weitere Festschrift zu diesem Anlass war bereits 1579 von Hieronymus Megiser (1554–1618/19) verfasst worden.

### Missglückte Anstellung an der Landschaftsschule in Graz
Im Dezember 1579 war Kratzer von der Universität Tübingen auf Empfehlung von Jacob Heerbrand (1521–1600) den Verordneten der steiermärkischen Landstände als Rektor für die Landschaftsschule im „Eggenberger Stift“ in Graz vorgeschlagen worden. Deren bisheriger Rektor Philipp Marbach war Professor der Theologie in Heidelberg geworden. Im Februar 1580 erhielt Magister Kratzer eine Berufung als Prorektor nach Graz, als Rektor wurde Hieronymus Deubener (Peristerius) († nach 1601) berufen. Kratzer nahm die Berufung im April 1580 an und reiste nach seiner Hochzeit aus Tübingen ab. Bereits vor Kratzers Dienstantritt kam es zu einer Auseinandersetzung zwischen der protestantisch gesinnten Landschaft und dem katholischen Erzherzog Karl II. von Innerösterreich (1540–1590) über seine Anstellung. Der Landschaftsekretär Kaspar Hirsch (* 1538; † 1612/17) holte Kratzer in Wiener Neustadt ab, um seine Verhaftung zu verhindern. Kratzer fand vorübergehend Aufnahme in Schloss Weyer bei Wilhelm von Ratmannsdorf († 1595).
Aus Graz wurde Kratzer noch im Mai desselben Jahres als „abtrünniger Jesuit“, der sein Gelübde gebrochen habe, von Erzherzog Karl ausgewiesen. Landeshauptmann Georg der Breite von Herberstein (1529–1586) übermittelte die Weisung des Erzherzogs an die drei in Graz anwesenden Verordneten Wilhelm von Gera († 1600) zu Arnfels, Landesvizedom Georg Seifried von Trübeneck zu Schwarzenstein und Obristzeugmeister Michael von Rindsmaul († 1591) zu Fraunheim; die Landstände bemühten sich vergeblich um eine Rücknahme der Entscheidung. Seyfried von Eggenberg und Herberstein (1526–1594), ehemaliger Bürgermeister von Graz, gewährte Kratzer für einige Tage Unterschlupf in seinem Schloss Eggenberg bei Graz.
Kratzers Tübinger Kollege Magister Christoph Stammler, der mit ihm nach Graz gekommen war und Nachfolger des Lorenz Püchler als Lehrer an der Stiftsschule wurde, konnte in der Stadt bleiben. Er wurde 1587 in der damals evangelischen Grazer Stiftskirche bestattet.

### Flucht aus dem Gefängnis in Wien
Nach seiner Rückkehr war Kratzer gezwungen, das Amt in Graz niederzulegen. Die Landschaft entschädigte ihn für die aufgewandten Kosten und als Abfindung für den Verzicht auf die Stelle mit insgesamt 500 Gulden. Anschließend trat Kratzer in den Dienst von Hans Rueber zu Pixendorf (1529–1584), der kaiserlicher Hauptkapitän in Oberungarn war. Auf der Reise dorthin wurde er in Wien auf Veranlassung von Bischof Melchior Khlesl (1552–1630) in Haft genommen, konnte aber aus dem Gefängnis fliehen.

### Zips (Oberungarn)
Am 5. September 1580 erreichten Kratzer und seine Frau die Garnisonsstadt Kaschau (Košice) in Oberungarn. Er wurde Hofprediger von General Rueber für die deutsche Gemeinde in Käsmark (Kežmarok) in der Zips; das dortige Schloss besaß Hans Rueber seit 1571.
In einem Streit Kratzers mit seinem Kollegen Liz. Mento Gogreve (* um 1541; † nach 1588), der bis 1582/83 Ruebers Hofprediger in Grafenwörth war, mussten 1582 auf Ersuchen Ruebers die Universitäten Rostock und Tübingen, an denen die beiden Kontrahenten studiert hatten, mit „Consilia“ vermitteln. Die Rostocker Theologische Fakultät ließ ihre Stellungnahme, die Kratzers „Rechtgläubigkeit“ feststellte und beide Seiten zur Versöhnung aufforderte, von Martin Chemnitz (1522–1586) und Tilemann Hesshus (1527–1588) gegenlesen.
Gegen die Auffassung von Valentin Hortensius (Gärtner), Senior (Superintendent) der 24 Zipser Städte seit November 1581, sprach sich Kratzer entschieden für die Annahme der Konkordienformel aus, konnte sich aber auf Konventen der evangelischen Prediger am 29. Januar 1582 in Käsmark (Kežmarok) und am 14. Februar 1582 in Zipser Neuendorf (Spišská Nová Ves) nicht durchsetzen.
Am 9. Januar 1583 stellten ihm 12 Beamte der Zipser Kammer in Kaschau ein Zeugnis aus, in dem Kratzer als „theologiae designatus doctor“ bezeichnet wird und ihm untadeliger Lebenswandel und lutherische Rechtgläubigkeit bescheinigt werden. Kratzer blieb bis zum 19. November 1583 Prediger in Käsmark. Sein Nachfolger wurde der „Philippist“ Sebastian Ambrosius genannt Lahm (1554–1600).
Hans Rueber holte Kratzer anschließend zu sich nach Kaschau. Dorthin war Wilhelm Friedrich Lutz, den Kratzer bereits 1578 kennengelernt hatte, 1583 zum Hofprediger berufen worden. Am 28. April 1585 – inzwischen war Rueber verstorben und Lutz Superintendent in Nördlingen geworden – unterschrieb „Caspar Kraczerus, civis Ulmensis, ordentlicherweiss beruffener und confirmirter Pfarherr zu Cassau“ die „Confessio Quinque Liberum Regium Civitatum“ der Fünf königlichen Freistädte von 1549, die ein „kurzer Extract, und ausbund … der Christlichen Augsburgischen Confession, und deren Apologiae“ sei. Im September 1585 berichtete sein ehemaliger Wiener Professorenkollege Christian Francken (* 1549; † nach 1595) den dortigen Jesuiten brieflich, dass Kaspar Kratzer sich in Kaschau aufhalte.

## Werke
- Disputatio de mvltiplici, et horrenda Pontificiorum Doctorum Idololatria. Aduersus virulenta conuitia Gregorij de Valentia,[21] turpißimi Idololatrae, Hispani, Jelsuitae, Ingolstadij. Avthore et praeside Iacobo Heerbrando, … respondente Caspar Krazero Ulmensi, olim Iesuita, regente Collegij noui Pragensis, & humaniorum literarum Pragae & Viennae Austriae, Professore, iam in Collegio Martiniano Tubingae. Georg Gruppenbach, Tübingen 1578 (Digitalisat der Bayerischen Staatsbibliothek München)
- Spongia adversvs aspergines apologetici Gregorii de Valentia, Iesvitae Ingolstadiensis, materia, de multiplici & horrenda Pontificiorum Doctorum Idolomania, pro disputatione, Proposita. Avthore et praeside Iacobo Heerbrando sacrosanctae Theologiae Doctore, & Professore in Apostolica & Orthodoxa Tubingensi Academia, Augusti 8. & 10. hora & loco solitis discutienda, Casparo Krazero Vlmensi, olim Iesuita, iam verò in veram Iesu filij Dei societatem vocato, publicè respondente. Alexander Hock, Tübingen 1579 (Digitalisat der Bayerischen Staatsbibliothek München)
- (Beiträger zu:) Caspar Bucher, Georg Eckhard,[A 5] Nicodemus Frischlin, Kaspar Kratzer, Christoph von Schallenberg, Gabriel Steichele,[A 6] Heinrich Welling, Jakob Rulich:[A 7] Propemptica. Nobilibvs et ornatissimis adolescentibus Iohanni Iacobo,[A 8] & Iohanni Ludouico, Hainzelijs,[A 9] Johannis Baptistae Hainzelij, Reipub. Augustanae Septemviri … F. F.[A 10] & Marco Thenn,[A 11][22] & Abrahamo Cazbeccio in Thurnstein,[A 12] Patricijs Augustanis cum M. Iohanne Busenreüt … Praeceptore, Tubinga Calen. Iunij Basileam discedentibus scripta. Georg Gruppenbach, Tübingen 1579
- (Beiträger zu:) Jakob Heerbrand, Stephan Gerlach, Nicodemus Frischlin, Kaspar Kratzer, Georg Mylius, Dietrich Schnepff: Actvs et renvnciatio Doctorvm Theologiae. Continens, I. Orationem, De septem eius nominis Clementibus, Pontificibus Romanis, a Iacobo Heerbrand D. habitam … II. Concessionem Licentiae. a Procancellario D. D. Theodorico Snepffio. III. Problemata Doctorum Theologica … Georgij Mylij Doctoris. … Doctoris Stephani Gerlachij. IIII. Carmina gratulatoria. V. Quibus omnibus praemissa est praefatio, de Ecclesia Christi in terris. Alexander Hock, Tübingen 1580
- (zusammen mit Christoph Stammler): Epithalamia in honorem … D. M. Christophori Staehelin Stutgardiani, Ecclesiae Tubingensis diaconi, matrimonio sibi iungentis … Esther … D. Iacobi Beurlini … theologi … filiam, 13. Cal Martij, anno 1579, scripta a Casparo Krazero Vlmensi … et M. Christophoro Stamlero Tubigense Tubingae. Alexander Hock, Tübingen 1580[23]
- (Beiträger zu:) Christoph Franz,[24] Heinrich Fabricius, Nikolaus Cisnerus, Simon Sten, Antonius Fabricius,[25] Nicodemus Frischlin, Johannes Premer,[26] Daniel Hermann, Johann Fabricius, Caspar Krazer u. a.: Collectio poematum CXXVIII (= Sammlung von 128 Gedichten). o. O. [Straßburg oder Heidelberg] o. J. [um 1585][27]